# Sari Nusseibeh
Pour les articles homonymes, voir Nusseibeh.
Sari Nusseibeh (en arabe : ساري نسيبة, Sârii Noussyibah), né le 12 février 1949 à Damas, est un philosophe et universitaire palestinien, acteur des négociations dans le cadre du conflit israélo-palestinien. Dans le débat relatif à la solution à « un ou deux États », il propose une troisième solution : celle d'une fédération entre Israël et l'État palestinien.
Il a été chargé du dossier de Jérusalem pour l'OLP et au sein de l’Autorité palestinienne jusqu'en 2002. Il est issu d'une famille de notables musulmans.

## Biographie
Sari Nusseibeh est né à Damas, en Syrie, fils de l'homme politique Anwar Nusseibeh, chef des relations diplomatiques palestiniennes avec la Jordanie après 1948, et de Nuzha Al-Ghussein, héritière de l'aristocratie foncière palestinienne et fille du leader politique palestinien Yaqub Al-Ghusayn. Il étudie la philosophie à Christ Church (Oxford) et obtient un doctorat en philosophie islamique, à l'université Harvard en 1978.
Il retourne en Cisjordanie en 1978 pour enseigner à l'université de Beir Zeit, où il demeure comme professeur de philosophie jusqu'à ce que l'Université ferme de 1988 à 1990 durant la Première Intifada. Dans le même temps, il enseigne la philosophie islamique à l'université hébraïque de Jérusalem. Au début des années 1980, il aide à organiser le syndicat des enseignants à Bir-Zeit, et remplit trois mandats en tant que président de l'Union des professeurs et du personnel. Il est aussi cofondateur de la Fédération des employés dans le secteur de l'éducation pour toute la Cisjordanie.
La famille Nusseibeh est traditionnellement fiduciaire des clés de l'église du Saint-Sépulcre de Jérusalem.
Sari Nusseibeh est marié à Lucie, née au Royaume-Uni, et ils ont quatre enfants, Jamal, Absal, Buraq et Nuzha.

## Engagement politique
Sari Nusseibeh a longtemps été considéré comme un nationaliste palestinien modéré. En juillet 1987, Fayçal Husseini et lui se réunissent avec Moshe Amirav, un membre du Likoud, devenant ainsi les premiers responsable Palestinien d'importance à rencontrer un membre de la droite israélienne. En raison de sa rencontre avec Moshe Amirav, Sari Nusseibeh est agressé par plusieurs étudiants palestiniens après avoir donné une conférence à l'Université de Beir Zeit. Moshe Amirav, pour sa part, est exclu du Likoud.

### Première Intifada
Sari Nusseibeh milite activement durant la Première Intifada. Il est l'auteur de la Déclaration palestinienne de Principes et s'emploie à renforcer le Fatah dans les territoires occupés. Nusseibeh contribue à rédiger la Déclaration interne d'autonomie palestinienne émise pendant la première Intifada, et à créer les 200 comités politiques et 28 comités techniques qui étaient destinés à former l'infrastructure embryonnaire d'une administration palestinienne à venir. L'objectif de Sari Nusseibeh est alors de renforcer le Fatah dans les territoires occupés, en créant un lien entre la classe universitaire chargée des négociations et les militants dans les rues et dans les camps de réfugiés. Toutefois, la façon dont cela est mené (comme un fait accompli, sans consultation externe) conduit à des accusations selon lesquelles Sari Nusseibeh conspire à une prise de pouvoir, et à la frustration de nombre de membres de l'OLP ainsi que des factions non-Fatah internes de l'OLP.
En mai 1989, il est nommé comme coconspirateur non accusé dans le procès de quatre militants palestiniens devant un tribunal militaire israélien.[réf. nécessaire] Il est soupçonné d'être membre du Front national uni de l'Insurrection (al-Qiyada al-Muwhhada), le groupe clandestin qui a coordonné l'Intifada, et qu'il contribuait à canaliser les fonds de l'OLP en exil dans les territoires occupés palestiniens. Nusseibeh a nié, et aucune accusation n'a été prouvée. Le mois suivant, les Israéliens sévissent contre son Service de presse de Terre Sainte, qui donnait des nouvelles de l'Intifada à des correspondants étrangers et à des diplomates; il est fermé pendant deux ans, au motif qu'il est soupçonné de passer de l'argent à l'Intifada. Le bulletin d'information de langue anglaise de Sari Nusseibeh, Monday Report, qui analyse les événements de l'Intifada pour un public anglophone, est interdit à la même époque.

### Première guerre du Golfe
À la suite des tirs de missiles Scud sur Tel-Aviv, Sari Nusseibeh travaille avec La Paix maintenant sur une approche commune avec Israël pour condamner le meurtre de civils dans la guerre. Mais il est arrêté et placé en détention administrative le 29 janvier 1991, accusé d'être un agent irakien. L'arrestation est remise en question par des officiels britanniques et américains, et l'administration américaine a demandé instamment qu'il soit inculpé ou le soupçon serait que l'arrestation était politique. Par la suite, Amnesty International le reconnaît comme un prisonnier d'opinion. Les Palestiniens ont vu l'arrestation comme un avertissement politique montrant qu'Israël n'avait l'intention de négocier avec aucun dirigeant palestinien, quelle que soit sa modération. Le Professeur Saeb Erekat de l'An-Najah University affirme alors : « Ceci est un message pour nous les Palestiniens modérés. Le message est : « Vous pouvez oublier les négociations après la guerre parce que nous allons faire en sorte qu'il n'y ait personne à qui parler » ». Nusseibeh est libéré sans inculpation peu après la fin de la guerre, après 90 jours dans la prison de Ramleh.
En 2002, Yasser Arafat a déposé Nusseibeh en tant que représentant de l'OLP à Jérusalem-Est, un poste qu'il a assumé après la mort soudaine de Fayçal Husseini.

## Prises de position politiques
Sari Nusseibeh reste politiquement inactif pendant une grande partie des accords d'Oslo, mais il est désigné comme le représentant de l'OLP à Jérusalem en 2001. Au cours de cette période, il commence à plaider pour que les Palestiniens renoncent à leur droit au retour en échange d'un État palestinien en Cisjordanie et dans la bande de Gaza. Un certain nombre d'organisations palestiniennes condamnent fermement son point de vue sur cette question.
Dans un article publié le 24 septembre 2001 par le quotidien israélien Haaretz, intitulé « La voix de la raison » et repris par la presse palestinienne, Sari Nusseibeh appelle de ses vœux « la conclusion d'une paix définitive entre les deux peuples » sur la base de la coexistence de « deux États voisins, mais distincts ». Il y appelle, en particulier, les Palestiniens à renoncer au « droit au retour ». En janvier 2002, il prend position contre la prise des armes au cours de la seconde Intifada, appelle au renoncement des attentats-suicides et se prononce pour un État palestinien démilitarisé dans l'intérêt des Palestiniens. Avec l’Israélien Ami Ayalon, Sari Nusseibeh est à l’« initiative d’une déclaration »(Archive.org • Wikiwix • Archive.is • Google • Que faire ?) fondée sur le principe « deux peuples, deux États » (en réaction à l'initiative de Genève jugée inapplicable) et lancée officiellement en juin 2003. En 2002, il est démis de ses fonctions à Jérusalem, par Yasser Arafat.
En 2009, il rompt avec la plupart des positions officielles palestiniennes au cours d’un colloque international de chercheurs sur l’Histoire du Mont du Temple à l’École Biblique de Jérusalem, et admet un lien religieux et historique entre les Juifs et le Mont du Temple et évoque la promesse divine sur le pays de Canaan ainsi que l’existence passée du Temple sur le Mont Moriah. Début 2010, il renonce finalement au principe « deux peuples, deux États » en déclarant qu'« un État palestinien est devenu impossible », affirmant que l'État d'Israël n'aura bientôt d'autre choix que d'intégrer sa population arabe, montrant ainsi sa préférence pour la solution d'un État binational. En avril 2012, dans une interview accordée à l'hebdomadaire français Le Nouvel Observateur, il fait à nouveau évoluer sa position sur la question en se déclarant favorable à une troisième solution : la création d'un condominium, sorte d'État fédéral qui regrouperait deux États fédérés, palestinien et israélien, allant de la mer Méditerranée au Jourdain. La mise en place de ce condominium serait le résultat d'un vaste plan de paix et de coopération entre Israéliens et Palestiniens, qu'il imagine ainsi : les Palestiniens de Gaza et de Cisjordanie seraient d'abord autorisés à circuler et travailler librement dans l'ensemble du futur condominium, sans obtenir de droits politiques et civiques supplémentaires pour ne pas braquer les Israéliens ; en parallèle, l'Autorité palestinienne se trouverait renforcée dans ses prérogatives. Il escompte ainsi qu'avec le temps, les deux peuples pouvant circuler librement sur l'ensemble du territoire apprendraient à se connaître, favorisant à terme l'émergence de l'État fédéral. En outre, les Palestiniens, grâce à ces libertés retrouvées, augmenteraient considérablement leur niveau de vie, faisant diminuer d'autant leurs colères et leurs rancœurs, ce qui, à terme, rendrait là aussi possible leur acceptation d'un État fédéral partagé avec Israël.
Sari Nusseibeh est le chef et fondateur du Palestinian Consultancy Group, cofondateur et membre de plusieurs institutions palestiniennes, y compris le Conseil arabe pour les Affaires publiques et le Conseil arabe de Jérusalem. Il est également membre du conseil consultatif du Centre international pour l'éthique, la justice et la vie publique à l'université Brandeis.
Au niveau international, Sari Nusseibeh est un membre du programme pour le Moyen-Orient de l'université McGill. En novembre 2007, à la suite de la publication de Once Upon a Country: A Palestinian Life (traduit en français sous le nom Il était un pays, Une vie en Palestine), il s'est rendu à Montréal, au Canada pour donner des conférences sur sa vision de la paix.

## Source
- (en)« CV de Sari Nusseibeh » (consulté le 20 décembre 2012)